# 1107

## أحداث
- تولي علي بن يوسف زمام الحكم في الدولة المرابطية
- أكتوبر - بوهيموند الأول يحط في ديراخيوم في محاولة منه لغزو الإمبراطورية البيزنطية

## مواليد
- إنريكو داندولو